# Маунт Џулијет (Тенеси)
Маунт Џулијет (енгл. Mount Juliet) град је у америчкој савезној држави Тенеси.

## Демографија
По попису из 2010. године број становника је 23.671, што је 11.305 (91,4%) становника више него 2000. године.
| Група             | 2000.          | 2010.          |
| Белци             | 11.505 (93,0%) | 20.179 (85,2%) |
| Афроамериканци    | 486 (3,9%)     | 1.587 (6,7%)   |
| Азијати           | 64 (0,5%)      | 584 (2,5%)     |
| Хиспаноамериканци | 145 (1,2%)     | 785 (3,3%)     |
| Укупно            | 12.366         | 23.671         |